# 官恩娜
官恩娜（英語：Ella Koon Yun-na，1979年7月9日—），香港女歌手及女演員，廣東寶安客家人，前無綫電視藝員。

## 簡介
官恩娜籍貫廣東寶安，客家人，於法屬玻里尼西亞大溪地出生，兩歲時隨家人移居香港且經常遷居。她成長於澳門、香港及英國伯明翰；在澳門讀幼稚園；曾就讀四所小學，其中兩所分別是聖公會聖雅各小學、大埔崇德學校；及後升讀佛教大光中學（自1990年中一至1993年中三，當時居住在大埔錦山的小屋），讀至中三年級便前往英國伯明翰Highclare School留學，主修美術及音樂，1999年於英國伯明翰完成高中學業。2000年擔任模特兒，並於電影《I Do戀性世代》中擔演一角，並與同劇演員黃浩然傳出緋聞。2004年以歌手身份出道，發行其處女大碟《Original》。並加入TVB，成為電視劇女演員。2005年參演TVB劇集《酒店風雲》擔任第二女主角，並與劇中演員吳卓羲傳出緋聞。同年12月22日推出第二張大碟《Ellacadabra》。2006年官恩娜參加一個遊戲節目美女廚房中，獲得「地獄廚神」的封號。同年9月29日推出第三張大碟《失常》。2007年參演TVB劇集《律政新人王II》擔任第一女主角。2008年官恩娜再次推出新歌，同年10月24日推出第一張EP，亦是她第四張專輯——《Stages》。2009年再接再厲，參加美女廚房，獲得69分，脫離「地獄廚神」的封號；在第一次評分後，官恩娜更感動流淚。9月，官恩娜以歌手身份參與《超級巨聲》錄影，與參賽者林志程合唱《Endless Love》，雖然未能協助他順利過關，但獲得雷頌德讚賞，並認為她日後應多選類似《Endless Love》曲風的歌曲。節目播出後，引起極大回響，觀眾亦開始重新注意她的歌聲，官恩娜歌藝獲認同。2010年，參演TVB之劇集《Only You 只有您》。
2010年官恩娜的歌曲《珊瑚島》獲冠軍歌，並於其生日當天（7月9日）推出其第二張EP為她的生日禮物，亦是她第五張專輯——《Being》。推出約一個月後決定加推第二版，加送《珊瑚島》日文版及2個MV。9月，官恩娜與全球最大的域名註冊商GoDaddy簽約成為"GoDaddy Girl"，為GoDaddy在亞洲的業務代言人。2011年參演TVB之劇集《荃加福祿壽探案》。3月，官恩娜發表全新派台歌曲《依依》，此曲更是第一首官恩娜自己創作的歌曲。7月，官恩娜推出其第六張唱片《Take A Shine To... EP》。9月，官恩娜為商業二台電台節目《口水多過浪花》創作及錄製主題曲。2012年參演TVB之劇集《雷霆掃毒》擔任第二女主角。8月，官恩娜過檔華納唱片。雖然華納唱片是HKRIA旗下，但由於官恩娜仍是無綫合約藝員，所以可以繼續於TVB亮相。同年12月底，官恩娜与TVB约满，不再续约，結束與無綫電視8年的賓主關係。《雷霆掃毒》為她在無綫電視的告别作。
2013年3月，官恩娜過檔華納唱片加盟華納唱片之後的首波主打《So In Love》正式派台。8月，官恩娜第七張、兼為第一張加盟新公司後推出的音樂專輯《Wanna Be》推出。
在2014年9月證實患上貝爾氏麻痹症，右半邊臉肌肉癱瘓。同年11月，宣布與中法混血醫生男友Juan-Domingo Maurellet訂婚。
在2015年2月2日，官恩娜於香港舉行婚禮，並由律師即場見證註冊結婚。2015年10月4日，於香港剖腹誕下6.7磅兒子。而在官恩娜婚禮之前，她已經錄好了部分新歌，當中包括《失戀的意義》。由於及後官恩娜宣佈懷孕，歌曲轉交同公司的衛蘭代爲演繹。2018年1月16日，官恩娜再添一女，女兒叫Aurelie。
2018年，成為母親的官恩娜苦練廚藝，亦在社交平台建立專頁並不時分享自創的菜式及食譜。

## 唱片

### 錄音室專輯
| 專輯# | 專輯名稱                             | 專輯類型 | 發行商         | 發行日期       | 曲目 |
| ----- | ------------------------------------ | -------- | -------------- | -------------- | --- |
| 1st   | Original（首批特別版）               | 大碟     | 百代唱片       | 2004年7月24日  | 曲目 CD 1. 遙遠的東西最美麗 2. 上岸 3. 地平線 4. 可以幾愛 5. Let Go 6. 藍、白、紅 7. 繼續微笑（Acoustic Version） 8. 上岸（No Haters Mix） 9. 可以幾愛（Hustler Mix） Bonus VCD 1. 上岸 2. 地平線 3. 可以幾愛                                                                                                   |
| 1st   | Original（平裝版）                   | 大碟     | 百代唱片       | 2004年7月30日  | 曲目 CD 1. 遙遠的東西最美麗 2. 上岸 3. 地平線 4. 可以幾愛 5. Let Go 6. 藍、白、紅 7. 繼續微笑（Acoustic Version） 8. 上岸（No Haters Mix） 9. 可以幾愛（Hustler Mix） |
| 2nd   | Ellacadabra                          | 大碟     | 東亞唱片       | 2005年12月22日 | 曲目 CD 1. 魔戒三部曲之四 2. 戲中有氣 3. 暗戀航空 4. 完成大我 5. 捉迷藏 6. 甚麼甚麼 7. 魔戒三部曲之四（reprise） 8. 地平線 9. 上岸 10. 可以幾愛 11. Let Go 12. 地平線（Ibiza Mix） 13. 暗戀航空之鋼琴戀曲 DVD 1. From London To Paris（倫敦巴黎旅遊影像） 2. 完成大我MV 3. 暗戀航空MV 4. 甚麼甚麼MV 5. 捉迷藏MV |
| 3rd   | 失常                                 | 大碟     | 東亞唱片       | 2006年10月3日  | 曲目 CD 1. 美麗革命 2. 新假期 3. 失常 4. 離戲 5. 作對 6. 代課老師 7. 不理痛 8. 一人世界（國） 9. 明天的希望（國） 10. 失常（Deeper Remix） 11. 美麗革命（Punk Mix） VCD 1. Album's "Making Of" 2. 美麗革命 3. 失常 4. 新假期                                                                                    |
| 4th   | Stages（普通版）                     | EP       | 東亞唱片       | 2008年10月24日 | 曲目 CD 1. Time To Play 2. 千帆 3. 24小時表演 4. 慈悲為懷 5. 假如我是一張中國畫 DVD 1. Time To Play (MV) 2. 千帆（MV） 3. 慈悲為懷（MV） |
| 4th   | Stages（限量特別版，CD+DVD+USB-1GB） | EP       | 東亞唱片       | 2008年10月24日 | 曲目 CD 1. Time To Play 2. 千帆 3. 24小時表演 4. 慈悲為懷 5. 假如我是一張中國畫 DVD 1. Time To Play (MV) 2. 千帆（MV） 3. 慈悲為懷（MV） |
| 5th   | Being                                | EP       | Boombeat Music | 2010年7月12日  | 曲目 1. 珊瑚島 2. 殘念 3. 響不了的紙鳶 4. 簡單就是美 5. 歐遊 6. Dare To Be（英） |
| 5th   | Being（2nd Edition）                 | EP       | Boombeat Music | 2010年7月12日  | 曲目 CD 1. 珊瑚島 2. 殘念 3. 響不了的紙鳶 4. 簡單就是美 5. 歐遊 6. Dare To Be（英） 7. 砂の迷路（珊蝴島日文版，只收錄於第二版） 8. 殘念（Piano Version，只收錄於第二版） DVD 1. 殘念MV 2. 珊瑚島MV 3. Dare To Be MV 4. Making of殘念MV                                                                          |
| 6th   | Take A Shine To...                   | EP       | Boombeat Music | 2011年7月26日  | 曲目 1. 由他去 2. 依依 3. 夜潛者 4. 一刻感應（Ricoh相機2011年廣告歌） 5. 毋忘你 |
| 7th   | Wanna Be                             | EP       | 華納唱片       | 2013年8月16日  | 曲目 1. So In Love 2. 溫馨提示 3. 乾脆俐落 4. 你都不懂 5. 交換角色 6. 謝謝你離開 7. 愛人不疑（國） 8. 謝謝你離開（Live） |
| 8th   |                                      |          | 華納唱片       |                | 曲目 1. 眼淚極黑 2. 共勉之 3. 幸福車站 4. 寶貝兒 |

## 其他歌曲/單曲
- 隔膜（Something Between Us）
- 順其自然
- 末代考生
- 靚餐死
- 口水多過浪花
- Shining Like A Star（動畫《華麗的挑戰》粵語片頭曲）
- 相對時空

## 動畫歌曲
- 2010年：Shining Like A Star（页面存档备份，存于）（動畫《華麗的挑戰》粵語片頭曲，內地南方生活廣播「流行南方粵語兒歌大匯」三星期冠軍歌）

## 派台歌曲成績
| 派台歌曲成績       | 派台歌曲成績       | 派台歌曲成績 | 派台歌曲成績 | 派台歌曲成績 | 派台歌曲成績 | 派台歌曲成績                   |
| ------------------ | ------------------ | ------------ | ------------ | ------------ | ------------ | ------------------------------ |
| 唱片               | 歌曲               | 903          | RTHK         | 997          | TVB          | 備註                           |
| 2004年             |                    |              |              |              |              |                                |
| Original           | 可以幾愛           | 15           | -            | 9            | -            |                                |
| Original           | 上岸               | 8            | 10           | 6            | -            |                                |
| Original           | 地平線             | 1            | 1            | 3            | 3            | 另派Ibiza Mix版本 首支冠軍歌   |
| Original           | Let Go             | 20           | -            | -            | x            |                                |
| So Hot It Hertz    | 順其自然           | 19           | -            | -            | x            |                                |
| 2005年             |                    |              |              |              |              |                                |
| Ellacadabra        | 捉迷藏             | -            | -            | -            | 1            |                                |
| Ellacadabra        | 暗戀航空           | 9            | 12           | 7            | 7            |                                |
| Ellacadabra        | 甚麼甚麼           | -            | 17           | 4            | -            |                                |
| Ellacadabra        | 戲中有氣           | 18           | 19           | 12           | 7            |                                |
| 2006年             |                    |              |              |              |              |                                |
| 失常               | 美麗革命           | 16           | -            | 3            | -            |                                |
| 失常               | 失常               | -            | 11           | 6            | 6            |                                |
| 失常               | 不理痛             | -            | -            | 8            | x            |                                |
| 2008年             |                    |              |              |              |              |                                |
| Stages             | Time To Play       | -            | 15           | 4            | -            |                                |
| Stages             | 千帆               | 18           | 18           | 3            | 7            |                                |
| Stages             | 假如我是一張中國畫 | -            | -            | 8            | x            |                                |
| 2010年             |                    |              |              |              |              |                                |
| Being              | 珊瑚島             | 2            | 3            | 1            | 3            |                                |
| Being              | 殘念               | 11           | 7            | 4            | -            |                                |
|                    | 末代考生           | -            | -            | -            | x            | 與少爺占合唱                   |
| 4 5 6              | 靚餐死             | 14           | -            | -            | x            | 與張繼聰合唱                   |
| Take A Shine To... | 一刻感應           | 6            | 3            | 4            | 4            | Ricoh相機2011年廣告歌          |
| 2011年             |                    |              |              |              |              |                                |
| Take A Shine To... | 依依               | 12           | 6            | 4            | 3            |                                |
| Take A Shine To... | 由他去             | 1            | 1            | 1            | -            | 首支三台冠軍歌                 |
|                    | 相對時空           | 7            | -            | 4            | 1            |                                |
| 2013年             |                    |              |              |              |              |                                |
| Wanna Be           | So In Love         | 1            | 1            | 1            | x            | 第二首三台冠軍歌               |
| Wanna Be           | 乾脆俐落           | 9            | 3            | 2            | x            |                                |
| Wanna Be           | 謝謝你離開         | 2            | 3            | 1            | x            |                                |
| Wanna Be           | 你都不懂           | -            | -            | 3            | x            |                                |
| 2014年             |                    |              |              |              |              |                                |
| Wanna Be           | 交換角色           | -            | -            | 5            | x            |                                |
|                    | 眼淚極黑           | 10           | 3            | 2            | 1            |                                |
|                    | 共勉之             | 1            | 1            | 2            | 6            |                                |
|                    | 幸福車站           | 20           | 3            | 2            | -            | 新城勁爆勵志‧兒歌榜：1         |
| 2018年             |                    |              |              |              |              |                                |
|                    | 寶貝兒             | -            | -            | 4            | -            | 加拿大至 HIT 中文歌曲排行榜: 9 |

| 各台冠軍歌總數 | 各台冠軍歌總數 | 各台冠軍歌總數 | 各台冠軍歌總數 | 各台冠軍歌總數    |
| -------------- | -------------- | -------------- | -------------- | ----------------- |
| 903            | RTHK           | 997            | TVB            | 備註              |
| 4              | 4              | 4              | 3              | 四台冠軍歌總數：0 |

（x）無派往該台

## 演出作品

### 電影
| 首映   | 片名           | 角色                                  |
| 2000年 | I Do戀性世代   |                                       |
| 2004年 | 甜絲絲         | 高妙詩                                |
| 2004年 | 地老天荒       | 葉美雪                                |
| 2005年 | 千杯不醉       | 啤酒妹                                |
| 2005年 | 神經俠侶       | 小娜                                  |
| 2006年 | 最愛女人購物狂 | 丁叮噹                                |
| 2006年 | 至尊無賴       | 36                                    |
| 2007年 | 綁架           | 莎莉（Shirley）                       |
| 2008年 | 花花型警       | 女警官                                |
| 2009年 | 游龍戲鳳       | 芝娃娃                                |
| 2009年 | 矮仔多情       | Connie                                |
| 2009年 | 同門           | 女臥底                                |
| 2010年 | 財神到         | 玉女                                  |
| 2010年 | 東風破         | 關阿男（Merry） 二花（Eva，年輕時代） |
| 2016年 | 惡人谷         | 蜑家英                                |

### 電視劇（無綫電視）
| 首播   | 劇名              | 角色            | 性質       |
| 2004年 | 赤沙印記@四葉草.2 | 醫生            | 客串       |
| 2005年 | 奇幻潮之紋身      | Gigi            | 單元女主角 |
| 2005年 | 酒店風雲          | 李開心          | 第二女主角 |
| 2007年 | 律政新人王II      | 孫俐俐（Lily）  | 第一女主角 |
| 2008年 | 盛裝舞步愛作戰    | 收銀員          | 客串       |
| 2011年 | Only You 只有您   | 蕭淑珠（Judy）  | 單元女主角 |
| 2011年 | 荃加福祿壽探案    | 周莒若          | 單元女主角 |
| 2012年 | 雷霆掃毒          | 高希璇（Sandy） | 第三女主角 |

### 電視劇（香港電台）
| 首播   | 劇名         | 角色         |
| 2005年 | 醫學神探     | 阿雪         |
| 2005年 | 愛‧火花      | 小方 Pandora |
| 2008年 | 我是香港人   | 葉港安       |
| 2009年 | 有房出租     | 阿Bee        |
| 2010年 | 有房出租2010 | 阿Bee        |
| 2012年 | 火速救兵II   | 陳可晴       |
| 2012年 | 私隱何價     | 江芷茵       |
| 2013年 | 申訴         | 歐美兒       |

### 電視電影
- 2007年：《泥巴色的純白》飾演林安齊（台灣）

### 舞台劇
- 2007年：《紅樓夢》
- 2009年：《大世界》
- 2010年：《Reasons to be Pretty》

### 廣播劇
- 2005年：新城電台聯Fan所幾分鐘愛的劇場 - 愛讓右手作主

### 其他歌手MV
- 2004年：Double R《喊濕枕頭》
- 2005年：關智斌《分手不要太悲哀》

## 小說
- 《七宗罪 (小說)》（飾演 貪食）

## 曾獲獎項

### 2004年度
- 新城勁爆頒獎禮2004 - 新城勁爆新登場女歌手
- 2004年度叱咤樂壇流行榜頒獎典禮 - 叱咤樂壇生力軍女歌手 銀獎
- 第二十七屆十大中文金曲頒獎音樂會 - 最有前途新人獎（女歌手） 銅獎

### 2005年度
- 新城勁爆頒獎禮2005 - 新城勁爆卡拉OK歌曲《甚麼甚麼》
- SINA Music樂壇民意指數頒獎禮2005 - Sina Music大躍進歌手大獎
- Roadshow至尊音樂頒獎禮2005 - 至尊舞台演繹

### 2006年度
- 新城勁爆頒獎禮2006 - 新城勁爆人氣歌手

### 2008年度
- 新城勁爆頒獎禮2008 - 新城勁爆卡拉OK歌曲《千帆》

### 2010年度
- 2010勁歌金曲優秀選第二回 - 得獎歌曲《珊瑚島》
- 新城勁爆頒獎禮2010 - 新城勁爆歌曲《珊瑚島》、新城勁爆歌手突破大獎
- 第三十三屆十大中文金曲頒獎音樂會 - 全年最佳進步獎 銀獎
- SINA Music樂壇民意指數頒獎禮2010 - Sina Music最高收聽率二十大歌曲《珊瑚島》
- 新城勁爆兒歌頒獎禮2010 - 新城勁爆兒歌《Shining Like a Star》

### 2011年度
- 2011勁歌金曲優秀選第二回 - 得獎歌曲《依依》
- 新城勁爆頒獎禮2011 - 新城勁爆歌曲《由他去》、新城勁爆演繹大獎
- SINA Music樂壇民意指數頒獎禮2011 - Sina Music最高收聽率二十大歌曲《由他去》
- 2011年度十大勁歌金曲頒獎典禮 - 2011年度傑出表現獎 銅獎

### 2012年度
- 2012勁歌金曲優秀選第一回 - 得獎歌曲《相對時空》
- 金考拉國際華語電影節 - 最佳女主角《東風破》

### 2013年度
- 新城勁爆頒獎禮2013 - 新城勁爆歌曲《So In Love》、新城勁爆女歌手

### 2014年度
- 新城勁爆頒獎禮2014 - 新城勁爆歌曲《共勉之》、新城勁爆女歌手

## 新聞事件
2006年10月6日 - 中秋節被強吻事件
- 官恩娜參與一個中秋節活動被非禮，一名自稱「歌迷」的羅姓男子當眾嘴強吻官恩娜。新城電台主持人Bob沒有留意，不知官與羅在做甚麽，半響才知應對，節目監製及主持人上前拉開將羅制服，警方接報到場把他拘捕。事後，官恩娜哭成淚人[13]。2006年11月17日，香港法院裁定該名羅姓男子非禮罪名成立，入獄兩個月。

2014年1月24日，官恩娜《明報》的文章《踢走憎恨與歧視》提及其在歐洲生活的體驗，呼籲港人面對大陸人「無可避免的文化差異，應該抱包容的心」、「港人不應該演變成自己人笑自己人」、「大家都是中國人，應給空間去接受他們」。結果引起網民議論。

## 歌藝重新被網民欣賞
官恩娜在2009年9月20日，參與超級巨聲的合唱環節演唱《Endless Love》，表現出乎網民預期地好，令網民重新欣賞她的歌藝。不少網民在這晚重新「煲」她翻唱的《囍帖街》及《木紋》，更認為她比原唱者唱得出色。有網民在Facebook成立「力捧官恩娜上位團」，兩日間已有1400多名會員，大家都希望她可以在樂壇再放異彩。

## 外部連結
- 官恩娜新浪微博（页面存档备份，存于）
- 官恩娜Instagram（页面存档备份，存于）
- 官恩娜雅虎香港個人部落格
- 官恩娜官方網頁（页面存档备份，存于）
- 官恩娜相簿（页面存档备份，存于）